# Гавриловка (Бузулуцький район)
Гаври́ловка (рос. Гавриловка) — присілок у складі Бузулуцького району Оренбурзької області, Росія.

## Населення
Населення — 22 особи (2010; 31 у 2002).
Національний склад (станом на 2002 рік):
- росіяни — 100 %